# Altaia geniculata
Altaia geniculata là một loài ruồi trong họ Tachinidae.